# Oligia hausta
Oligia hausta är en fjärilsart som beskrevs av Augustus Radcliffe Grote 1882. Oligia hausta ingår i släktet Oligia och familjen nattflyn. Inga underarter finns listade i Catalogue of Life.